# The Circle Game (album)
The Circle Game è un album dal vivo della cantautrice canadese Joni Mitchell, pubblicato nel settembre 2022.
La registrazione, rimasterizzata e digitalizzata, risale al settembre 1967. Promossa dal Couriers Club Folk Club, ebbe luogo al White Swan di Leicester, nell’ultimo concerto del tour inglese nel quale Joni Mitchell si avvale soltanto della propria voce e si accompagna con la chitarra. Alcuni brani trovarono posto nei primi tre album in studio della folksinger: Song to a Seagull, Michael from Mountains e Night in the City appaiono in Song to a Seagull; Chelsea Morning, Both Sides, Now e I Don’t Know Where I Stand sono presenti in Clouds; Morning Morgantown e The Circle Game sono inclusi in Ladies of the Canyon. 

## Tracce
I testi e le musiche di tutti i brani sono di Joni Mitchell.
1. Play Little David – 1:51
2. Come to the Sunshine – 3:35
3. Chelsea Morning – 3:20
4. The Wizard of Is – 4:45
5. Both Sides Now – 4:59
6. Night in the City – 5:52
7. Song to a Seagull – 3:06
8. Morning Morgantown – 5:01
9. Dr Junk the Dentist Man – 2:33
10. Eastern Rain – 4:23
11. The Circle Game – 5:52
12. Michael from Mountains – 4:03
13. Go Tell the Drummer Man – 5:07
14. I Don’t Know Where I Stand – 4:01